# José Gayà
José Luis Gayà Peña (* 25. Mai 1995 in Pedreguer) ist ein spanischer Fußballspieler, der beim FC Valencia unter Vertrag steht.

## Karriere

### Vereine
José Gayà wurde 1995 in dem kleinen Ort Pedreguer, Alicante in der Valencianischen Gemeinschaft geboren. Beim FC Valencia begann er mit dem Fußball spielen und durchlief die Jugendabteilung des Vereins.
2012 debütierte er im Seniorenbereich, als er für die Mestalla, die zweite Mannschaft des FC Valencia, bei einem Spiel in der drittklassigen Segunda División B eingewechselt wurde. In der Saison 2011/12 blieb es allerdings bei diesem einen Einsatz. In den kommenden Spielzeiten 2012/13 (18 Einsätze, 1 Tor) und 2013/14 (26 Einsätze, 2 Tore) lief er dann regelmäßig für die Mestalla auf.
Bereits am 30. Oktober 2012 spielte er auch erstmals für die erste Mannschaft, beim 2:0-Erfolg gegen UE Llagostera in der 2. Runde des Copa del Rey kam er über die volle Spielzeit zum Einsatz. Im Laufe der Saison 2012/13 saß er bei mehreren Partien der Liga und der UEFA Champions League auf der Ersatzbank, kam jedoch vorerst zu keinem weiteren Einsatz. In der Spielzeit 2013/14 wurde er weiter an die erste Mannschaft herangeführt und debütierte schließlich am 12. Dezember 2013 in der UEFA Europa League und am 27. April 2014 gegen Atlético Madrid auch in der Primera División.
Seit der Saison 2014/15 gehört Gayà fest zum Kader der ersten Mannschaft des FC Valencia und hat sich als Stammspieler auf der linken Abwehrseite etabliert.
Schon im Sommer 2020 zeigte der FC Barcelona offiziell Interesse an Gayá und zu Saisonbeginn 2022/23 wurde er wieder mit dem katalanischen Traditionsverein in Verbindung gebracht. Entgegen der Gerüchte blieb Gayá dem FC Valencia jedoch treu. Er fehlte die ersten vier Saisonspiele aufgrund einer beispiellosen Disziplinarstrafe nach Kritik am Schiedsrichter nach dem Spieltag 32 der Saison 2021/22 gegen CA Osasuna.

### Nationalmannschaft
Gayà durchlief alle spanischen Jugendnationalmannschaften ab der U-17-Auswahl. Bei der U-20-Weltmeisterschaft 2013, die in der Türkei stattfand, gehörte er zum Kader der spanischen U-20-Auswahl und kam beim 2:1-Sieg im Gruppenspiel gegen den späteren Turniersieger Frankreich auch zu einem Einsatz. Wenige Tage nach Ende der U-20-WM nahm er auch an der U-19-Europameisterschaft 2013 teil, bei der er drei Partien absolvierte.
Am 9. September 2014 debütierte Gayà im EM-Qualifikationsspiel gegen Österreich für die U-21-Nationalmannschaft.
Am 11. September 2018 debütierte er für die spanische Fußballnationalmannschaft, wo er beim 6:0-Sieg über Kroatien die vollen 90 Minuten spielte. Beim 4:1-Sieg über den Färöer traf er zum ersten Mal. Er traf am 7. Juni 2019 zum 4:1-Endstand. Auch gegen Deutschland traf er zum 1:1-Endstand in der 6. Minute der Nachspielzeit.
Bei der Europameisterschaft 2021 stand er im spanischen Aufgebot, das im Halbfinale gegen Italien ausschied.

## Titel
- UEFA-Nations-League-Sieger: 2023